# Mistrzostwa Ameryki Południowej juniorów młodszych w lekkoatletyce
Mistrzostwa Ameryki Południowej juniorów młodszych w lekkoatletyce – zawody lekkoatletyczne organizowane w interwale 2 letnim począwszy od roku 1973 przez Południowoamerykańską Konfederację Lekkoatletyczną. W imprezie startują zawodnicy do lat 17. 

## Edycje
| Edycja | Gospodarz          | Data                       |
| ------ | ------------------ | -------------------------- |
| 1973   | Comodoro Rivadavia | 2-4 listopada              |
| 1975   | Quito              | 8-11 listopada             |
| 1976   | Santiago           | 4-7 listopada              |
| 1977   | Rio de Janeiro     | 22-24 lipca                |
| 1978   | Montevideo         | 11-13 listopada            |
| 1979   | Cochabama          | 3-5 sierpnia               |
| 1984   | Tarija             | 13-16 września             |
| 1986   | Comodoro Rivadavia | 17-19 października         |
| 1988   | Cuenca             | 2-4 września               |
| 1990   | Lima               | 22-24 listopada            |
| 1992   | Santiago           | 2-4 października           |
| 1994   | Cochabama          | 30 września-2 października |
| 1996   | Asunción           | 18-20 października         |
| 1998   | Manaus             | 23-25 października         |
| 2000   | Bogota             | 4-5 listopada              |
| 2002   | Asunción           | 19-20 października         |
| 2004   | Guayaquil          | 25-26 września             |
| 2006   | Caracas            | 14-15 października         |
| 2008   | Lima               | 29-30 listopada            |
| 2010   | Santiago           | 9-10 października          |
| 2012   | Mendoza            | 27-28 października         |
| 2014   | Cali               | 28-30 listopada            |
| 2016   | Concordia          | 4-6 listopada              |
| 2018   | Cuenca             | 30 czerwca – 1 lipca       |
| 2021   | Encarnación        | 25–26 września             |
| 2022   | São Paulo          | 9–11 września              |
| 2024   | San Luis           | 6–8 grudnia                |